# Rey o reina
Rey o reina es el noveno y último álbum de estudio del grupo argentino Los Violadores, lanzado en 2009 por Leader Music.

## Detalles
Cuenta con 13 canciones, entre las que se destacan "Bombas de gas", "Fashion Revolución" (homenaje a Ernesto Che Guevara) y "Operación 'No me olvides'", entre otras. 
En la canción "Fashion revolución" participa Gustavo Fabián "Chizzo" Nápoli, vocalista y guitarrista de La Renga. 
El disco contó con la producción artística de Martín Carrizo, exbaterista de A.N.I.M.A.L.
Luego de este disco la banda se separaría nuevamente. 
El "Tucán", el "Niño" y Sergio Vall formaron una banda con el mismo nombre del disco, el grupo Rey o Reina.

## Lista de temas
1. "Bombas de gas"
2. "Rey o reina"
3. "Fashion revolución" (junto a Chizzo)
4. "Operación 'No me olvides'"
5. "El Infierno no puede esperar"
6. "La gran explosión"
7. "No quiero ser igual a vos"
8. "Odisea espacial"
9. "Le rouge et le noir"
10. "La zona fantasma"
11. "Camino a Detroit"
12. "El ojo avizor"
13. "Gracias a Dios" (Bonus track)

## Formación
- Pil Chalar - voz
- Tucán Barauskas - guitarra
- Niño Khayatte - bajo, voz en "La gran explosión"
- Sergio Vall - batería, voz en "Gracias a Dios"